# دختران لوط
دختران لوط (انگلیسی: Lot's daughters) چهار زن هستند که نام دو تن از آنان مشخص نیست و از آنها در سفر پیدایش یاد شده و از دو تن دیگر، از جمله پالتیت، در کتاب جاشر یاد شده‌است.

## در کتاب مقدس
در سفر پیدایش آمده است که لوط از دو فرشته که به سدوم وارد می‌شوند پذیرایی می‌کند و از آنها دعوت می‌کند که شب را در خانه او بمانند. در این هنگام، مردان شهر دور خانه لوط جمع می‌شوند و از او می‌خواهند که مهمانانش را تحویل دهد تا با آنها رابطه جنسی داشته باشند (اینجا منظور از رابطه جنسی در واقع تجاوز است). لوط آنها را به خاطر خواسته‌شان پند می‌دهد و دو دختر باکره خود را به جای مهمانان پیشنهاد می‌دهد. هنگامی که مردان شهر پیشنهاد لوط را رد کردند، فرشتگان آنان را کور کردند و سپس به لوط هشدار دادند که قبل از ویران شدن شهر آن را ترک کند.
در هنگام فرار از سدوم، زن لوط به ستون نمک تبدیل می‌شود. لوط و دخترانش در زوار پناه می‌گیرند، اما پس از آن به کوه‌ها می‌روند تا در غاری زندگی کنند. دختران لوط، از ترس اینکه بازمانده‌ای از پدرشان باقی نماند، او را مست کردند و دو شبانه‌روز بدون اطلاعش با او درآمیختند و هر دو باردار شدند. دختر بزرگ‌تر موأب را زایید و دختر کوچک‌تر، عمون را. طبق سنت یهود، دختران لوط معتقد بودند که تمام جهان ویران شده و آنها تنها بازماندگان هستند؛ بنابراین برای حفظ نسل بشر به زنای با محارم متوسل شدند.
برخی از مفسران فعل دختران لوط را تجاوز دانسته‌اند. استر فوکس معتقد است متن دختران لوط را «مبتکر و مرتکب رابطه جنسی با محارم» می‌داند.

## در هنر و ادب
رابطه جنسی لوط با دخترانش موضوعی بود که به ندرت در هنر قرون وسطی مورد توجه قرار می‌گرفت. با این حال، در قرن شانزدهم، این داستان در میان هنرمندان اروپایی به دلیل پتانسیل اروتیک آن بسیار محبوب شد. دختران اغلب به صورت برهنه نقاشی می‌شدند و لوط (در تضاد با روایت کتاب مقدس) به‌عنوان «یک شخصیت خوش‌آوازه یا اغواگر تهاجمی» به تصویر کشیده می‌شد.